# Изабел Јакубу
Изабел Јакубу фр. Isabelle Yacoubou, Годомеј, Бенин 21. април 1986) је француска кошаркашка репрезентативка од 2007. Са репрезентацијом је освојила сребрну медаљу на Летњим олимпијским играма 2012. у Лондону, и четири медаље са европских првенстава, златну 2009, сребрну 2013. и бронзане 2011. и 2015.
У Бенину пре одласка у Француску 2005. бавила се атлетиком. Такмичила се у бацању кугле. Њен резултат 15,15 m, постигнут маја 2004. и данас је национални рекорд Бенина.
Вративши се 2022. у свој тренинг клуб Тарбес, повређена је у јануару 2024. током меча против Шарлевил Мезијера . Дана 28. фебруара, Тарбес ГБ је објавио да Јакубу прекида играчку каријеру и улази у управу клуба.